# 糟屋氏
糟屋氏（かすやし / かすやうじ）は、日本の氏族の一つ。

## 藤原北家良方流の糟屋氏
平安時代末期に相模国大住郡糟屋荘（現神奈川県伊勢原市一帯）を本拠とした豪族。

### 概要
系図によれば、藤原良方の子の元方が、糟屋の地で土着して糟屋氏の祖になったという。その元方は前九年の役で源頼義の軍に従った坂東武士の一人佐伯元方で、婚姻か主従関係によって藤原氏に姓を変え、糟屋氏の祖となったと考えられる。
荘官を務めた盛久は治承・寿永の乱で活躍し、その子有季は源頼朝に臣従して鎌倉幕府御家人として活躍した。有季が頼朝の乳母一族比企氏の女婿であった事から、比企能員の変で北条氏と対立し、有季は討たれ、一族は鎌倉を去って京の朝廷で後鳥羽院の武士として仕えた。その後承久の乱で京方として敗北し、有季の子らはことごとく討ち死にしている。

### 一族
- 糟屋盛久（糟屋権守）
- 糟屋有季
- 糟屋有久
- 糟屋有長
- 糟屋久季

なお、安土桃山時代に賤ヶ岳の七本槍の1人に数えられた糟屋武則は子孫とされる。